# Marsylski kontrakt
Marsylski kontrakt – brytyjsko-francuski thriller z 1974 roku.

## Opis fabuły
Steve Ventura jest szefem amerykańskiej agencji do walki z narkotykami działającej w Paryżu. Dochodzi tam do wielu morderstw. Żeby chronić swoich podwładnych, postanawia zlikwidować narkotykowego bossa - Brizarda, który jest szanowanym obywatelem. Wraz z inspektorem wynajmuje płatnego zabójcę. Jest nim Deray, stary przyjaciel Ventury.

## Obsada
- Michael Caine - John Deray
- Anthony Quinn - Steve Ventura
- James Mason - Jacques Brizard
- Maurice Ronet - Inspektor Briac
- Alexandra Stewart - Rita
- Maureen Kerwin - Lucienne

i inni